# Supercoppa greca 2021 (pallavolo)
La Supercoppa greca 2021 si è svolta il 22 dicembre 2021: al torneo hanno partecipato due squadre di club greche e la vittoria finale è andata per la prima volta al Foinikas Syro.

## Regolamento
Le squadre hanno disputato una gara unica.

## Squadre partecipanti
| Squadra       | Qualificazione                   |
| ------------- | -------------------------------- |
| Foinikas Syro | Vincitrice Coppa di Lega 2020-21 |
| Olympiakos    | Vincitrice Volley League 2020-21 |

## Torneo
| 22 dicembre 2021 Kleisto Kallitheas Rodou, Rodi Durata: ? - Spettatori: ? | Olympiakos | 0 - 3 | Foinikas Syro | 23-25, 25-27, 27-29 |